# 26-та гренадерська дивізія СС (2-га угорська)
26-та гренадерська дивізія СС (2-га угорська) (нім. 26. Waffen-Grenadier-Division der SS (ungarische Nr. 2) — з'єднання, гренадерська дивізія в складі військ Ваффен-СС Третього Рейху.

## Командування

### Командири
- СС штурмбанфюрер Рольф Тіманн (нім. Rolf Tiemann) (листопад 1944);
- СС оберфюрер Золтан Пішкі (угор. Pisky Zoltán) (23 грудня 1944 — 21 січня 1945);
- СС оберфюрер Ласло Деак (угор. Deák László) (22-29 січня 1945);
- СС оберфюрер Бертольд Маак (нім. Berthold Maack) (29 січня — 21 березня 1945);
- СС групенфюрер Йожеф Грашші (угор. Grassy József) (21 березня — 8 травня 1945).

## Райони бойових дій
- Угорщина (листопад 1944 — травень 1945).